# L'Argentiera
L'Argentiera (piemontès l'Argentera) és un municipi italià, situat a la regió del Piemont. L'any 2007 tenia 93 habitants. Està situat a la Val d'Estura, dins de les Valls Occitanes. Limita amb els municipis d'Acelh, Chanuelhas, l'Archa (Alps de l'Alta Provença), Pietraporzio i Sant Estève de Tinèa (Alps Marítims).

## Administració
| Període | Identitat        | Partit        |
| ------- | ---------------- | ------------- |
| 2004-   | Arnaldo Giavelli | Llista cívica |

## Galeria d'imatges

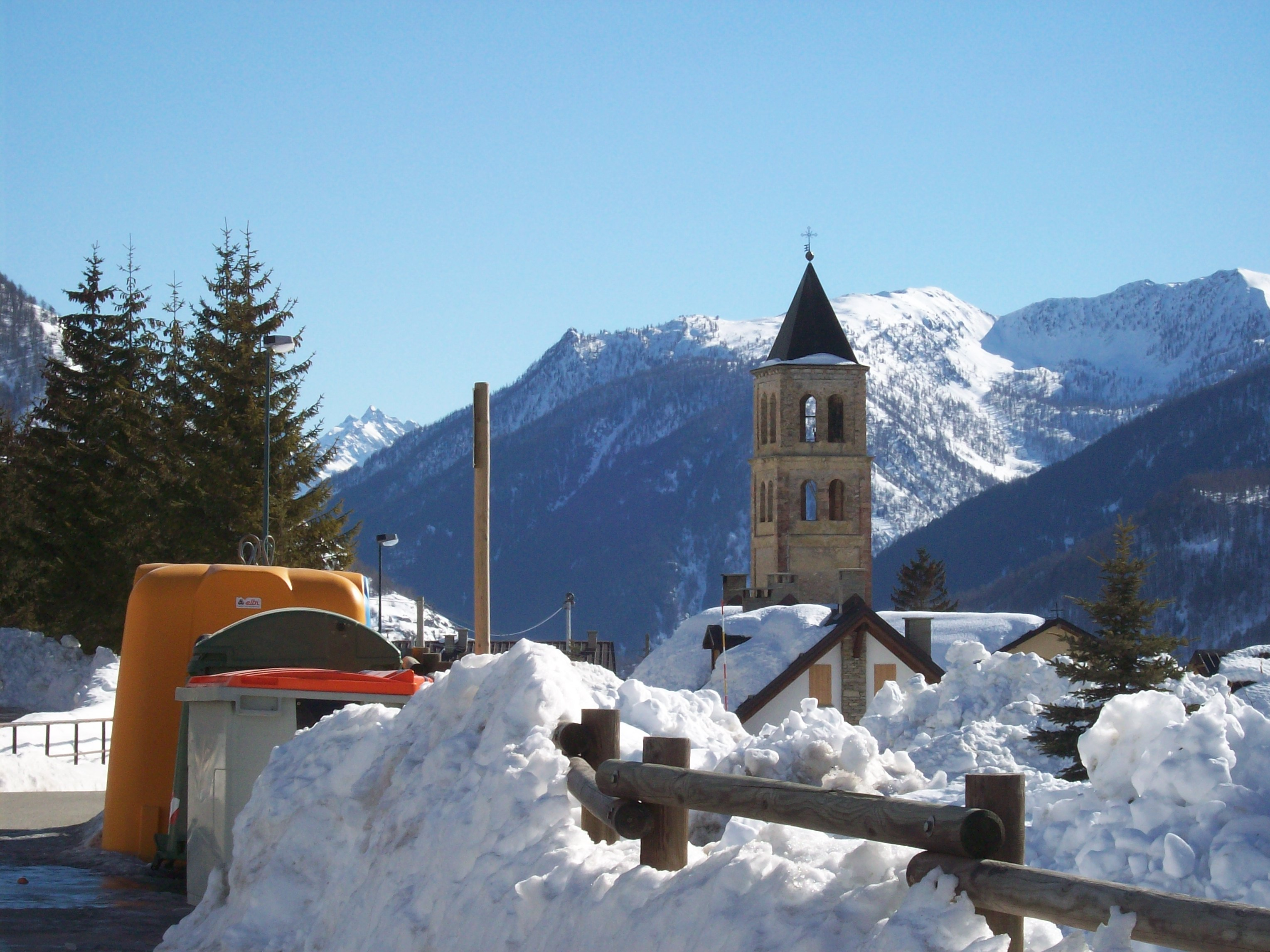
Fracció Bersezio.
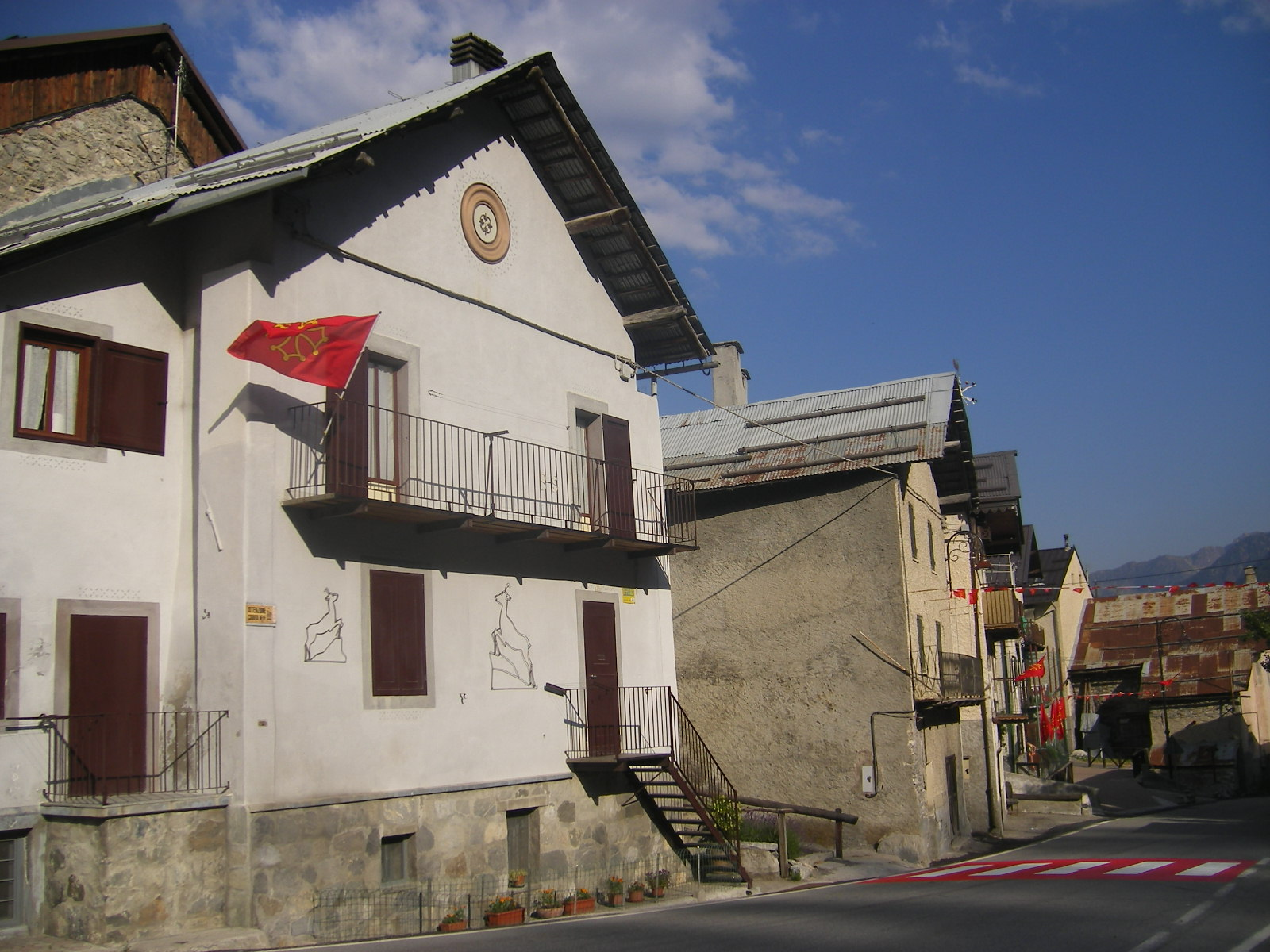
Fracció del Bersès.
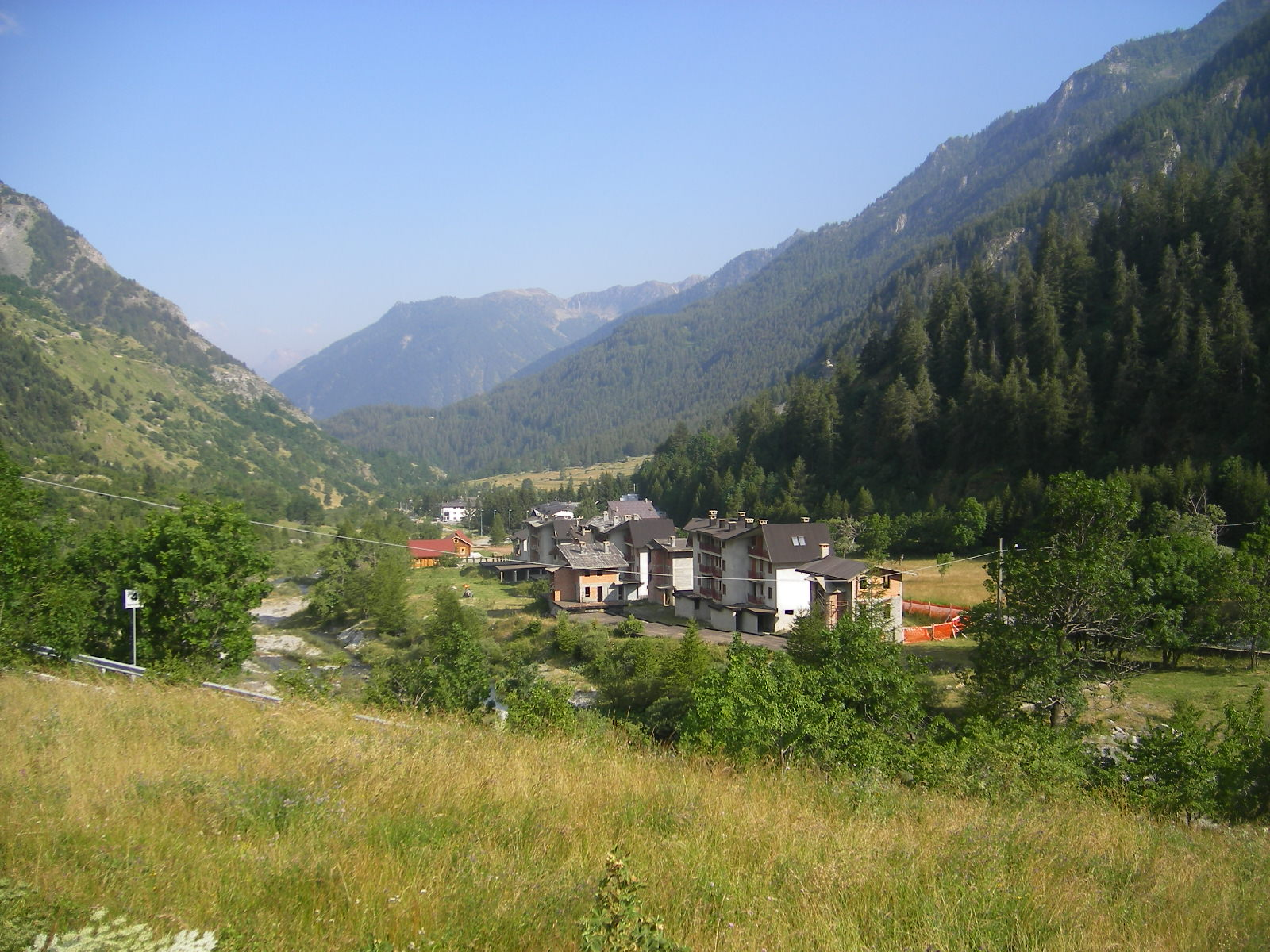
Fracció dels Prinards.
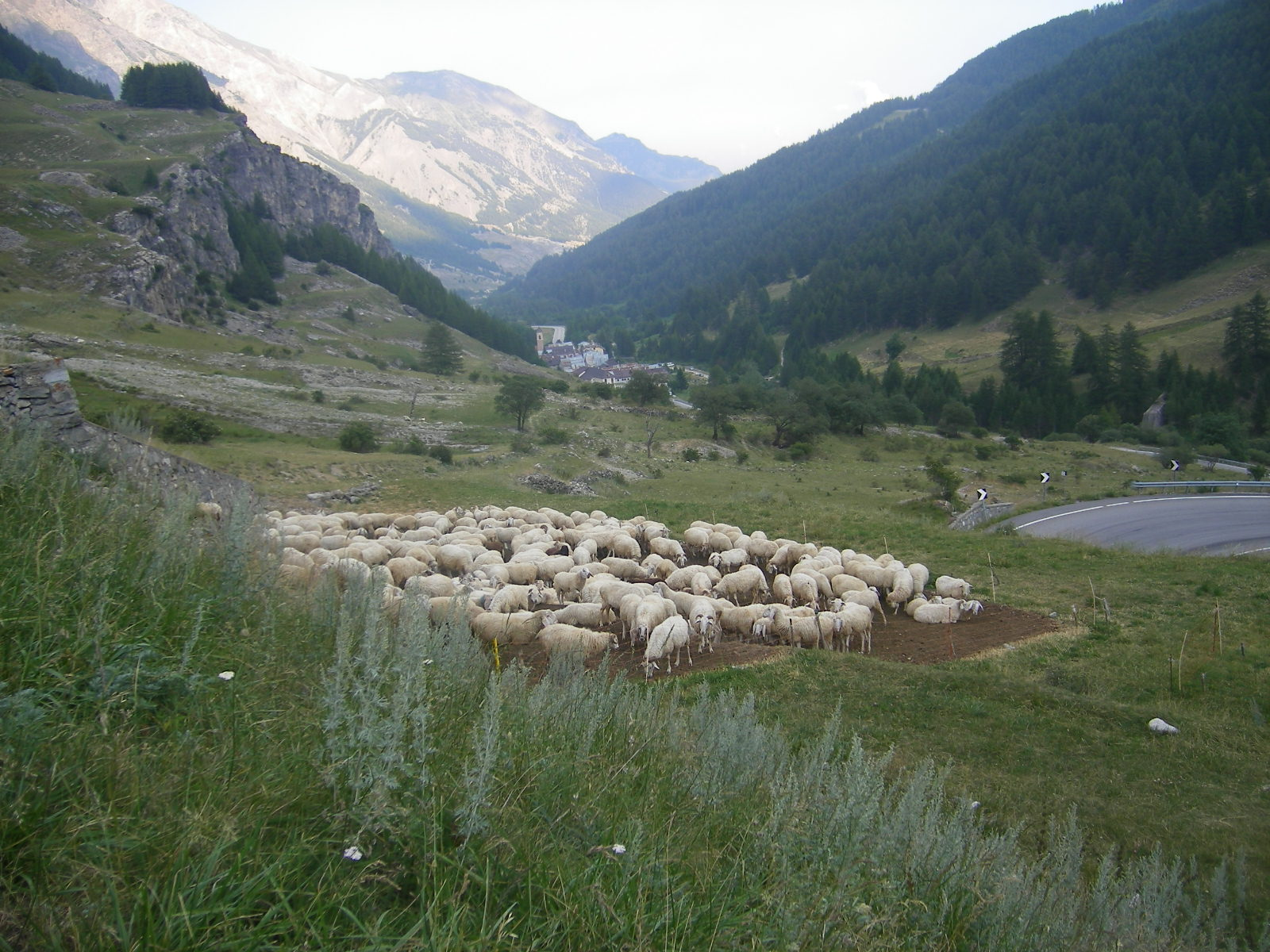
l'Argentiera (paisatge).